# Geminigera/Plagioselmis/Teleaulax-Komplex
Der Geminigera/Plagioselmis/Teleaulax-Komplex (kurz Geminigera|Plagioselmis|Teleaulax, englisch auch  Geminigera/Plagioselmis/Teleaulax genus complex oder Teleaulax/Plagioselmis/Geminigera complex) ist eine vorgeschlagene Verwandtschaftsgruppe (Klade) einzelliger Algen, die drei Gattungen der Cryptophyceen-Familie Geminigeraceae umfasst. Auch wenn diese drei Gattungen jeweils für sich in der gegenwärtigen Konstitution möglicherweise nicht alle monophyletisch sind, so wird von der diese Gattungen umfassenden Gruppe gewöhnlich Monophyle angenommen.

## Beschreibung
Die Klade wird im Tree of Life Web Project (ToL) wie folgt beschrieben:
- Die Einzeller leben überwiegend im Meer (marin), teilweise auch im Süßwasser
- Sie erscheinen im Lichtmikroskop rot bis hellbraun durch ein oder zwei komplexe Plastiden mit je einem Pyrenoid
- Der Nucleomorph befindet sich frei im  Periplastidraum (englisch periplastid space) oder ist eingebettet in den Zellkern
- Der Typ des Phycobiliproteins (Biliproteins) ist Phycoerythrin 545 (PE545)
- Die Zellen sind wahrscheinlich dimorph, d. h. kommen in zweierlei Gestalt vor
- Der herkömmlichen Einteilung in die drei Genera liegt eine morphologische Klassifizierung nach folgenden Kriterien zu Grunde:

- Ultrastruktur von Geminigera: ein tief zweilappiges Plastid mit zwei Pyrenoiden, Nucleomorph im Kern eingebettet, blattförmiger innerer Periplast, oberflächlicher Periplastanteil mit Fibrillen und Schuppen, Kombination von Furche (en. furrow) und Schlund (en. gullet), gekielte Geißelwurzel (Rhizostyl)
- Ultrastruktur von Plagioselmis: sechseckige Platten (Periplastenkomponente, en. inner periplast component, IPC), antapikaler Schwanz ohne Platten, nur Furche
- Ultrastruktur von Teleaulax: blattförmige innere Periplastkomponente, fibrilläre Oberflächen-Periplastkomponente, nur Furche (ohne Schlund), gekieltes Rhizostyl

Anmerkung: Eine ausführliche Beschreibung der Cryptophyceen-Morphologie findet sich bei Kerstin Hoef-Emden (2009) und Clay et al. (1999).
Im Zuge von DNA-Sequenzierungen wird diese herkömmliche Taxonomie zunehmend in Frage gestellt (s. u.).

## Systematik
Die folgende Liste umfasst die Gattungen der Klade nach Aitor Laza-Martínez (Februar 2012), María García-Portela et al. (2018) und dem Tree of Life Web Project (ToL),
Quelle der zugehörigen Spezies (Arten) ist das National Center for Biotechnology Information (NCBI), das World Register of Marine Species (WoRMS) und AlgaeBase (Stand 16. Dezember 2021):
Klade Geminigera/Plagioselmis/Teleaulax-Komplex
- Gattung Geminigera D.R.A.Hill, 1991 (Typusgattung der Familie)

- Spezies Geminigera cryophila (D.L.Taylor & C.C.Lee) D.R.A.Hill, 1991 (Typus, inkl. Stamm Geminigera cryophila CCMP2564)

- Gattung Teleaulax Hill, 1991

- Spezies Teleaulax acuta (Butcher) D.R.A.Hill, 1991 (Typus)
- Spezies Teleaulax amphioxeia (W.Conrad) D.R.A.Hill, 1992
- Spezies Teleaulax gracilis Laza-Martínez, Arluzea, Miguel & Orive 2012
- Spezies Teleaulax minuta Laza-Martínez, Arluzea, Miguel & Orive 2012
- Spezies Teleaulax merimbulaa D.R.A.Hill, 1991 – nur AlgaeBase
- Spezies Teleaulax sp. NR-2011 – nur NCBI
- Spezies Teleaulax sp. RCC4841 – nur NCBI
- Spezies Teleaulax sp. RCC4857 – nur NCBI
- Spezies Teleaulax sp. RCC815 – nur NCBI
- Spezies Teleaulax sp. TUC-2 – nur NCBI

- Gattung Plagioselmis Butcher ex G.Novarino, I.A.N.Lucas & S.Morrall, 1994

- Spezies Plagioselmis nannoplanctica (H.Skuja 1948) G.Novarino, I.A.N.Lucas & S.Morrall, 1994 – Typus – früher Rhodomonas minuta var. nannoplanctica H. Skuja, 1948
- Spezies Plagioselmis nordica (Novarino, I.A.N.Lucas & Morrall) Novarino, 2005 – ehem. Plagioselmis prolonga var. nordica G.Novarino, I.A.N.Lucas & S.Morrall, 1994, nur WoRMS und (unsicher) AlgaeBase
- Spezies Plagioselmis prolonga Butcher ex G.Novarino, I.A.N.Lucas & S.Morrall, 1994 – nach WoRMS mit Synonym Plagioselmis punctata, nach AlgaeBase selbst Synonym von Teleaulax amphioxeia
- Spezies Plagioselmis punctata Butcher, 1967 – nach WoRMS Synonym von P. prolonga und nach AlgaeBase damit von Teleaulax amphioxeia
- Spezies Plagioselmis pygmaea (Javornický 1976) Javornický 2001 – nur (unsicher) AlgaeBase
- Spezies Plagioselmis sp. PR-2015 – nur NCBI (Accession KP142648)
- Spezies Plagioselmis sp. TUC-1 – nur NCBI (Accession AB164409, AB164406)

## Phylogenese
Für diese Klade und ihre Schwesterklade (aus den monotypischen Gattungen Guillardia und Hanusia) haben Laza-Martínez et al. (Feb. 2012) die folgende Phylogenie vorgeschlagen:
| (∗) | \| \| Teleaulax amphioxeia \| \| \| \| \| \| Plagioselmis prolonga (AlgaeBase: Synonym zu T. amphioxeia[18]) \| \| \| \| |
|     | \| \| Teleaulax amphioxeia \| \| \| \| \| \| Plagioselmis prolonga (AlgaeBase: Synonym zu T. amphioxeia[18]) \| \| \| \| |
|     | Geminigera cryophila |
|     | |
|     | Teleaulax amphioxeia |
|     | |
|     | Plagioselmis prolonga (AlgaeBase: Synonym zu T. amphioxeia)                                                              |
|     | |

|  | Teleaulax amphioxeia                                        |
|  |                                                             |
|  | Plagioselmis prolonga (AlgaeBase: Synonym zu T. amphioxeia) |
|  |                                                             |

| (∗) | \| \| Teleaulax amphioxeia \| \| \| \| \| \| Plagioselmis prolonga (AlgaeBase: Synonym zu T. amphioxeia[18]) \| \| \| \| |
|     | \| \| Teleaulax amphioxeia \| \| \| \| \| \| Plagioselmis prolonga (AlgaeBase: Synonym zu T. amphioxeia[18]) \| \| \| \| |
|     | Geminigera cryophila |
|     | |
|     | Teleaulax amphioxeia |
|     | |
|     | Plagioselmis prolonga (AlgaeBase: Synonym zu T. amphioxeia)                                                              |
|     | |

|  | Teleaulax amphioxeia                                        |
|  |                                                             |
|  | Plagioselmis prolonga (AlgaeBase: Synonym zu T. amphioxeia) |
|  |                                                             |

| (∗) | \| \| Teleaulax amphioxeia \| \| \| \| \| \| Plagioselmis prolonga (AlgaeBase: Synonym zu T. amphioxeia[18]) \| \| \| \| |
|     | \| \| Teleaulax amphioxeia \| \| \| \| \| \| Plagioselmis prolonga (AlgaeBase: Synonym zu T. amphioxeia[18]) \| \| \| \| |
|     | Geminigera cryophila |
|     | |
|     | Teleaulax amphioxeia |
|     | |
|     | Plagioselmis prolonga (AlgaeBase: Synonym zu T. amphioxeia)                                                              |
|     | |

|  | Teleaulax amphioxeia                                        |
|  |                                                             |
|  | Plagioselmis prolonga (AlgaeBase: Synonym zu T. amphioxeia) |
|  |                                                             |

| (∗) | \| \| Teleaulax amphioxeia \| \| \| \| \| \| Plagioselmis prolonga (AlgaeBase: Synonym zu T. amphioxeia[18]) \| \| \| \| |
|     | \| \| Teleaulax amphioxeia \| \| \| \| \| \| Plagioselmis prolonga (AlgaeBase: Synonym zu T. amphioxeia[18]) \| \| \| \| |
|     | Geminigera cryophila |
|     | |
|     | Teleaulax amphioxeia |
|     | |
|     | Plagioselmis prolonga (AlgaeBase: Synonym zu T. amphioxeia)                                                              |
|     | |

|  | Teleaulax amphioxeia                                        |
|  |                                                             |
|  | Plagioselmis prolonga (AlgaeBase: Synonym zu T. amphioxeia) |
|  |                                                             |

|  | Hanusia phi      |
|  |                  |
|  | Guillardia theta |
|  |                  |

| (∗) | \| \| Teleaulax amphioxeia \| \| \| \| \| \| Plagioselmis prolonga (AlgaeBase: Synonym zu T. amphioxeia[18]) \| \| \| \| |
|     | \| \| Teleaulax amphioxeia \| \| \| \| \| \| Plagioselmis prolonga (AlgaeBase: Synonym zu T. amphioxeia[18]) \| \| \| \| |
|     | Geminigera cryophila |
|     | |
|     | Teleaulax amphioxeia |
|     | |
|     | Plagioselmis prolonga (AlgaeBase: Synonym zu T. amphioxeia)                                                              |
|     | |

|  | Teleaulax amphioxeia                                        |
|  |                                                             |
|  | Plagioselmis prolonga (AlgaeBase: Synonym zu T. amphioxeia) |
|  |                                                             |

| (∗) | \| \| Teleaulax amphioxeia \| \| \| \| \| \| Plagioselmis prolonga (AlgaeBase: Synonym zu T. amphioxeia[18]) \| \| \| \| |
|     | \| \| Teleaulax amphioxeia \| \| \| \| \| \| Plagioselmis prolonga (AlgaeBase: Synonym zu T. amphioxeia[18]) \| \| \| \| |
|     | Geminigera cryophila |
|     | |
|     | Teleaulax amphioxeia |
|     | |
|     | Plagioselmis prolonga (AlgaeBase: Synonym zu T. amphioxeia)                                                              |
|     | |

|  | Teleaulax amphioxeia                                        |
|  |                                                             |
|  | Plagioselmis prolonga (AlgaeBase: Synonym zu T. amphioxeia) |
|  |                                                             |

| (∗) | \| \| Teleaulax amphioxeia \| \| \| \| \| \| Plagioselmis prolonga (AlgaeBase: Synonym zu T. amphioxeia[18]) \| \| \| \| |
|     | \| \| Teleaulax amphioxeia \| \| \| \| \| \| Plagioselmis prolonga (AlgaeBase: Synonym zu T. amphioxeia[18]) \| \| \| \| |
|     | Geminigera cryophila |
|     | |
|     | Teleaulax amphioxeia |
|     | |
|     | Plagioselmis prolonga (AlgaeBase: Synonym zu T. amphioxeia)                                                              |
|     | |

|  | Teleaulax amphioxeia                                        |
|  |                                                             |
|  | Plagioselmis prolonga (AlgaeBase: Synonym zu T. amphioxeia) |
|  |                                                             |

| (∗) | \| \| Teleaulax amphioxeia \| \| \| \| \| \| Plagioselmis prolonga (AlgaeBase: Synonym zu T. amphioxeia[18]) \| \| \| \| |
|     | \| \| Teleaulax amphioxeia \| \| \| \| \| \| Plagioselmis prolonga (AlgaeBase: Synonym zu T. amphioxeia[18]) \| \| \| \| |
|     | Geminigera cryophila |
|     | |
|     | Teleaulax amphioxeia |
|     | |
|     | Plagioselmis prolonga (AlgaeBase: Synonym zu T. amphioxeia)                                                              |
|     | |

|  | Teleaulax amphioxeia                                        |
|  |                                                             |
|  | Plagioselmis prolonga (AlgaeBase: Synonym zu T. amphioxeia) |
|  |                                                             |

|  | Hanusia phi      |
|  |                  |
|  | Guillardia theta |
|  |                  |

Die Gattung Plagioselmis erscheint darin polyphyletisch. Monophylie kann aber wiederhergestellt werden, wenn man die Spezies Plagioselmis prolonga der Gattung Teleaulax zuweist. Dies wird beispielsweise bei AlgaeBase durch die Synonymisierung mit Teleaulax amphioxeia erreicht (nach einer vorherigen Ausgliederung der Variante Plagioselmis prolonga var. nordica als eigene Spezies Plagioselmis nordica).
In der Gattung Plagioselmis verbleibt als einzige sichere und anerkannte Spezies die Süßwasserart P. nannoplanctica.
All dies ändert aber nichts an dem Umstand, dass die Gattung Teleaulax als polyphyletisch erkannt wird.
Eine ähnliche Phylogenie ist auch im Tree of Life Web Project (ToL) zu finden (ohne Plagioselmis nannoplanctica).
Lediglich die etwas neuere Arbeit von Aitor Laza-Martínez et al. (November 2012) lässt eine Monophylie der Gattung Teleaulax unter der Prämisse „Plagioselmis prolonga ist Synonym für Teleaulax amphioxeia“ als möglich erscheinen.

## Räuber
Unter den plastidischen Arten der Wimpertierchen-Gattung Mesodinium – den Arten, die (komplexe) Plastiden besitzen – entsprechen die roten Plastiden bei den Wildtypen der Spezies M. major und M. rubrum denen von Vertretern aus der Gattungen Teleaulax, Plagioselmis und Geminigera, gehören also zur hier beschriebenen Klade.
Eine dabei nicht einfach zu klärende Frage ist, ob sich diese plastidischen Mesodinium-Arten phototroph ernähren (mit eigenen Dauerplastiden aus einer mutualistischen Endosymbiose) oder mixotroph (mit temporären Kleptoplastiden, die immer wieder auf räuberische Weise ersetzt werden müssen).
Die Dinoflagellaten-Art Dinophysis caudata nimmt temporär die Kleptoplastiden ihrer Beute Mesodinium rubrum (alias Myrionecta rubra) auf, die ihrerseits diese Plastiden von Teleaulax amphioxeia „gestohlen“ hat (Kleptoplastidie).